# Engelbert Johann von Marschalck
Engelbert Johann Marschalck von Bachtenbrock (* 6. Mai 1766 in Ritterhude; † 25. August 1845 in Laumühlen) war Landdrost der Landdrostei Stade und Gutsherr zu Ritterhude.

## Leben

### Herkunft
Engelbert Johann Marschalck von Bachtenbrock war Sohn von Friederich Christian Marschalck von Bachtenbrock († 1789), Gutsherrn auf Klint, und der Dorothea Arnoldine von der Hude (1740–1769), Tochter des Otto Christoph von der Hude, auf Ritterhude-Hudenhof (1700–1757).
Über seine Mutter, eine geborene von der Hude, erbte Marschalck das adelige Gut Hudenhof, sowie 2/10 des adeligen Gutes Fergersberg, die beide zum Gericht Ritterhude gehörten.

### Berufliches Wirken
1784 gehörte Marschalck als Page zum kurfürstlich braunschweig-lüneburgischen Hofstaat. Ab 1784 beim 9. Infanterie-Regiment, war er 1793 in den Niederlanden stationiert und wurde 1794 zum Hauptmann befördert. 
1802 wurde er Landrat. 1806 verhandelte er als Beauftragter der hannoverschen Stände persönlich mit dem französischen Kaiser Napoleon. 1809 wurde Marschalck Präsident der Bremer Ritterschaft und nach dem Ende der französischen Herrschaft 1813 Mitglied des Regierungskollegiums in Stade. 1818 wurde er Regierungsrat und Präsident des provisorischen Regierungskollegiums, 1823 erster Landdrost der neugeschaffenen Landdrostei Stade. Er erhielt den Titel eines Geheimen Rats. Schon 1815 wurden seine Leistungen beim Wiederaufbau der welfischen Verwaltung mit der Mitgliedschaft in der Ritterklasse des Guelphen-Ordens gewürdigt. Am Ende seiner öffentlichen Wirksamkeit wurde ihm das Commander-Kreuz dieses Ordens verliehen.

### Familie
Verheiratet war er seit 1798 mit Maria Sophia von der Decken (1768–1864), mit der er die Söhne Friedrich Christian Dietrich (1801–1874), Gutsherr auf Laumühlen, sowie Dietrich Arnold Ludwig (1809–1895) bekam, der Gutsherr auf Ovelgönne und Nindorf, königlich hannoverscher Hauptmann,  Landschaftsrat und Erbmarschall des Herzogtums Bremen wurde.
Marschalcks Nachlass befindet sich im Kreisarchiv Hadeln in Otterndorf.